# Шеффилд, Джон, 1-й герцог Бекингем и Норманби
Джон Шеффилд Бекингем, 1-й герцог Бекингем и Норманби (англ. John Sheffield, 1st Duke of Buckingham and Normanby; 1648—1721) — английский государственный деятель, писатель и поэт.

## Биография
Джон Шеффилд родился 7 апреля 1648 года, воспитывался в Париже. В 1658 году унаследовал от отца титулы графа Малгрейва и барона Шеффилда.
Участвовал в юности в действиях английского флота во второй, а затем и в третьей англо-голландской войне; командир собственного пехотного полка. Потом поступил во французскую службу под начальство Тюренна. Однако, он очень скоро вернулся назад в Англию, где получил место губернатора Гулля.
Занятый военной службой, политикой и придворною жизнью, Шеффилд находил время и для научной работы и поэзии. Так, будучи послан с двухтысячным вспомогательным отрядом на помощь осажденному маврами Танжеру (1680 год), он написал во время этой экспедиции эротическую поэму «The vision».
Английский монарх Яков II, доверенным другом которого он был с молодости, сделал его членом тайного совета и обер-камергером.
Во время Славной революции Шеффилд не примкнул ни к какой партии. В правление Вильгельма III он, хотя и занимал многие важные места и был возведен в маркизы Норманби, но оставался однако, в общем, в оппозиции.
При королеве Анне он был сделан хранителем большой печати, а вскоре за тем лордом-наместником Йорка. Шеффилд участвовал также в комиссии, ведшей переговоры с шотландцами о соединении обоих королевств, а в 1703 году получил титул герцога Бекингем и Норманби. Но из зависти к герцогу Мальборо он вышел из министерства и примкнул к недовольным тори.
Падение вигов в 1710 году доставило ему президентство в совете, управление королевским дворцом и дало вообще большое влияние на дела управления.
После смерти Анны Бекингем принадлежал к комиссии лордов, которая правила государством до прибытия Георга I, причем он, как тори, еще раз перешел к оппозиции.
Умер 24 февраля 1721 года.
Полное собрание сочинений 1-го герцога Бекингем и Норманби вышло в двух томах в Лондоне в 1723 и 1729 годах.